# 安东尼奥·罗尔丹
安东尼奥·罗尔丹（西班牙語：Antonio Roldán，1946年6月15日—），墨西哥男子拳击运动员。他曾代表墨西哥参加1968年夏季奥林匹克运动会拳击比赛，获得男子57公斤级金牌。他于1973年退役。